# Ultras Göteborg
Ultras Göteborg (UG05) är en ultrasgrupp som skapades år 2005 genom en sammanslagning av de tre grupperna Ultra Bulldogs, West Coast Angels och Young Lions. Föreningens syfte är att stärka det visuella och ljudliga stödet för laget IFK Göteborg. Gruppen har 1 undergrupp med namn "Yngre Generationen", som tidigare var kallad Ultras U-18.